# 三亜湾
三亜湾（さんあわん）は、中華人民共和国海南省三亜市天涯区にある湾。海南島南部に位置する。

## 周辺の主な施設・店舗
- 西島
- 天涯海角
- 南山寺（中国語版）
- 海月広場
- 大小洞天
- 鳳凰島

## ギャラリー

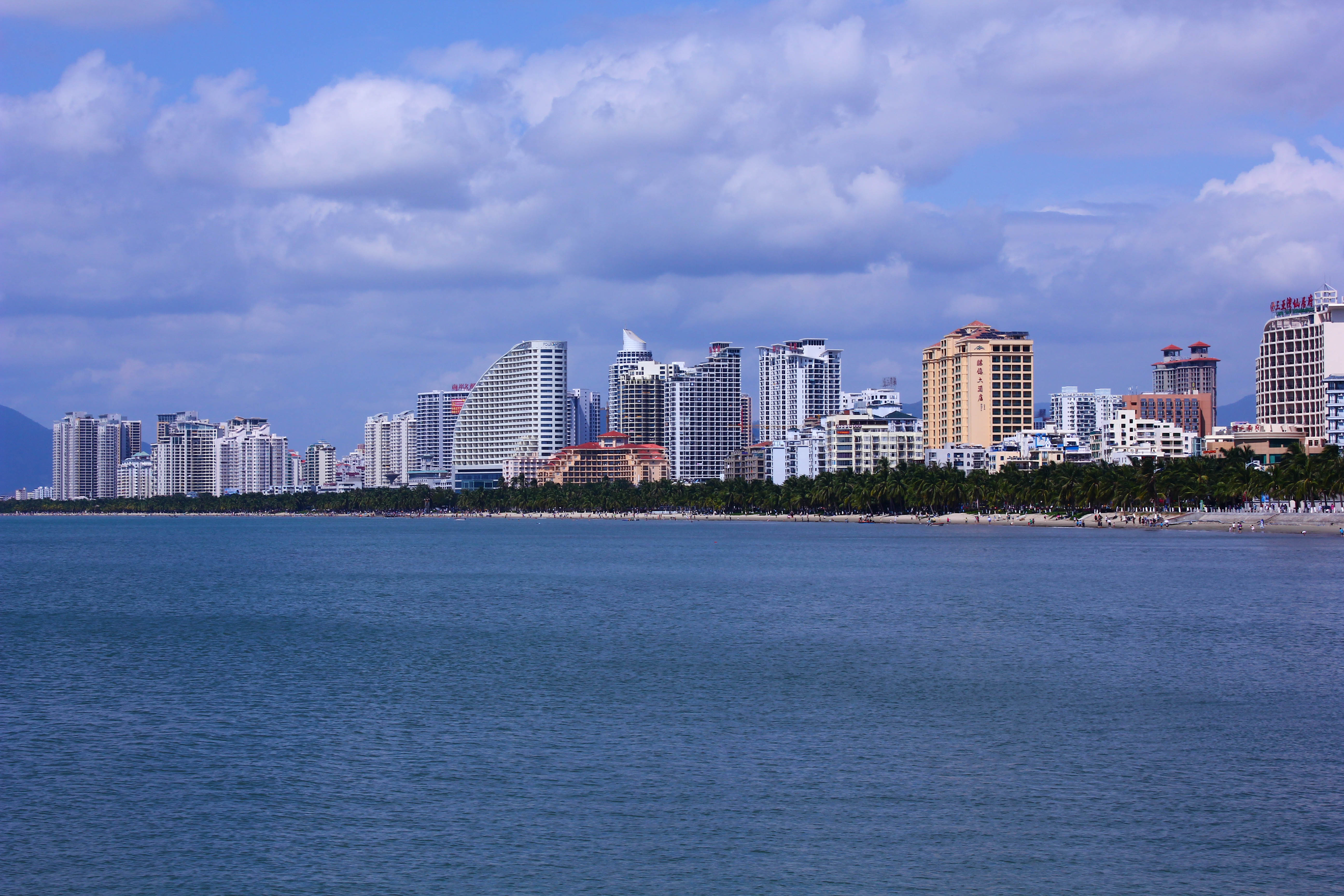
三亜湾
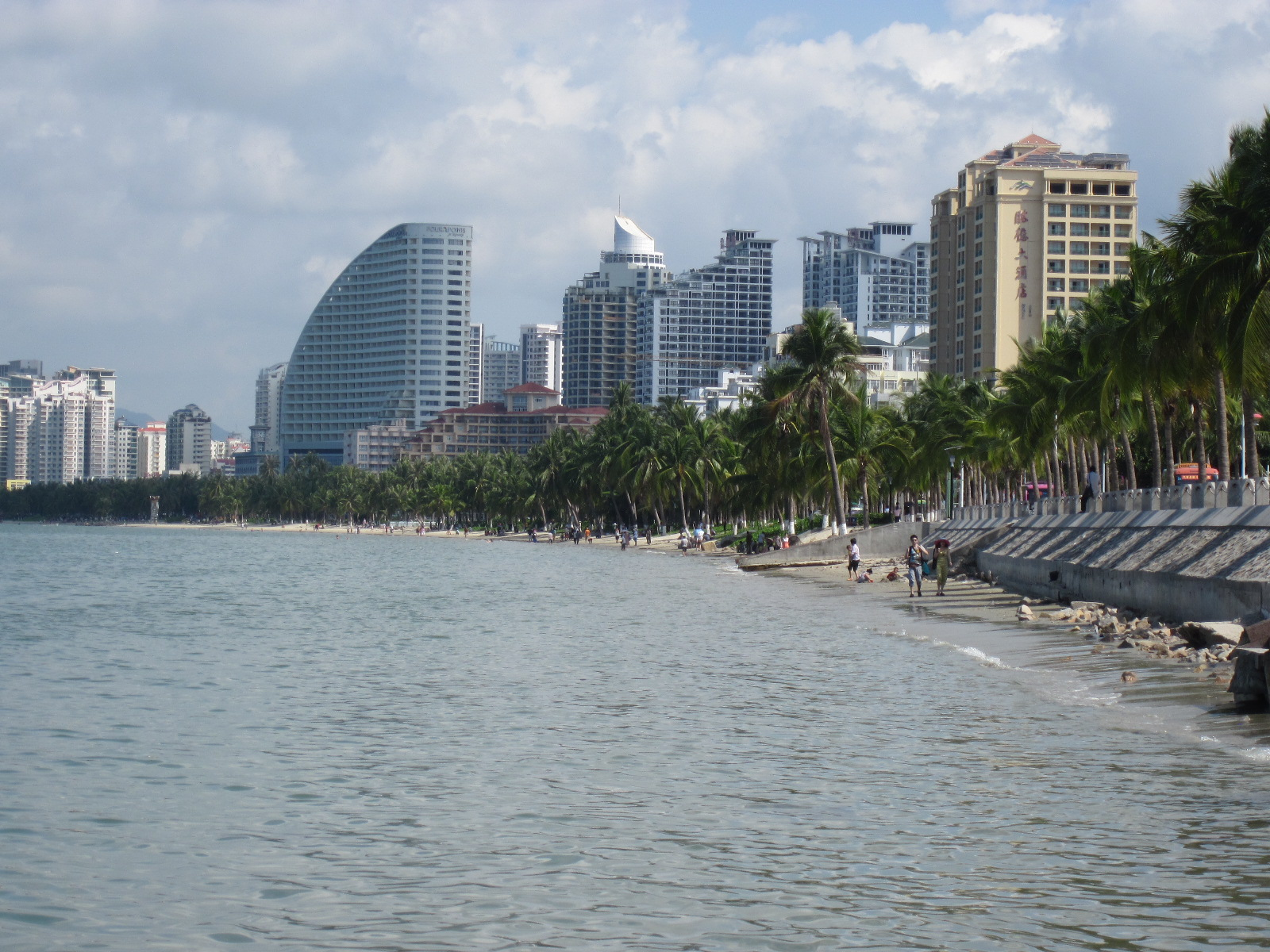
三亜湾
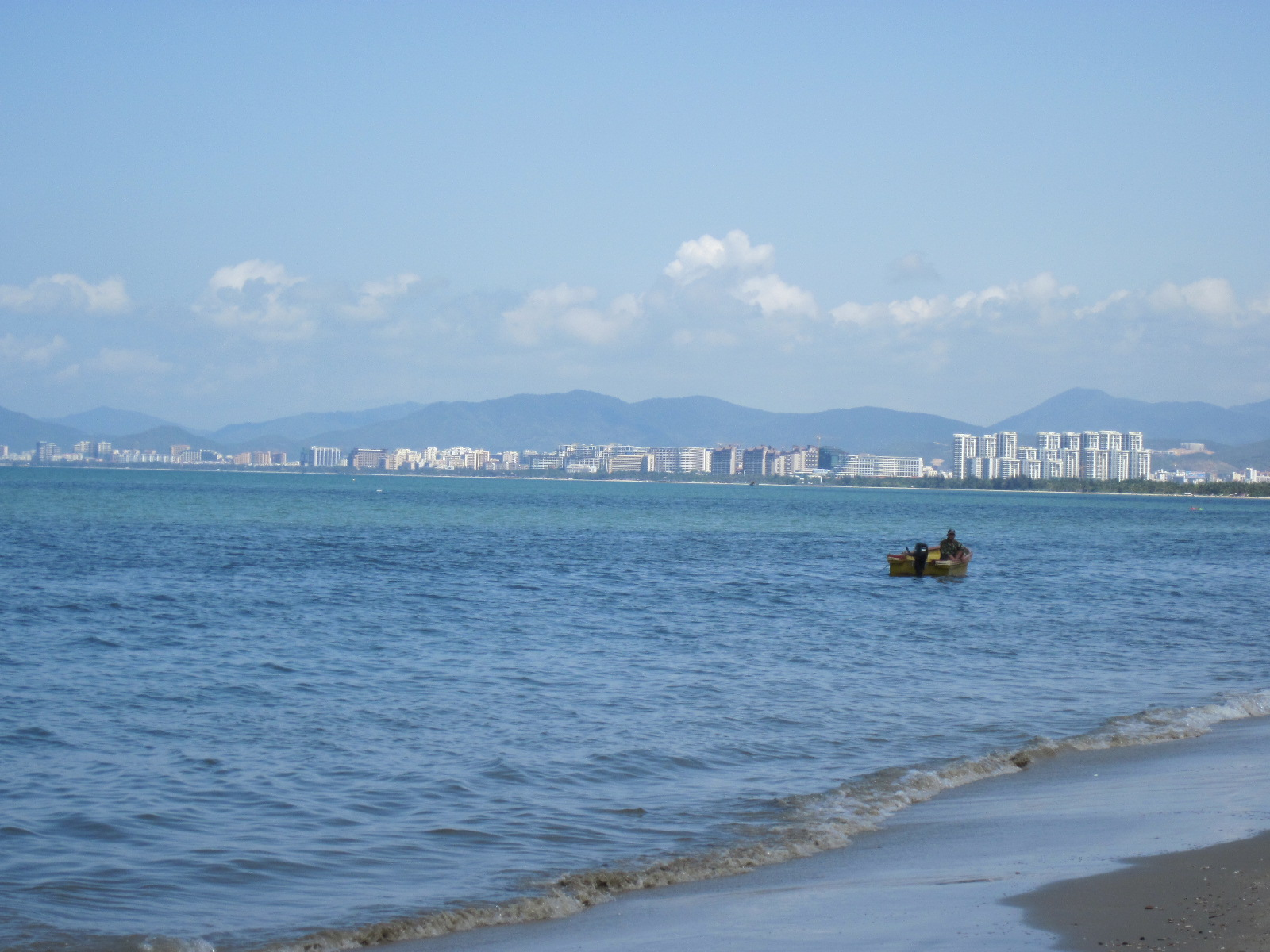
三亜湾
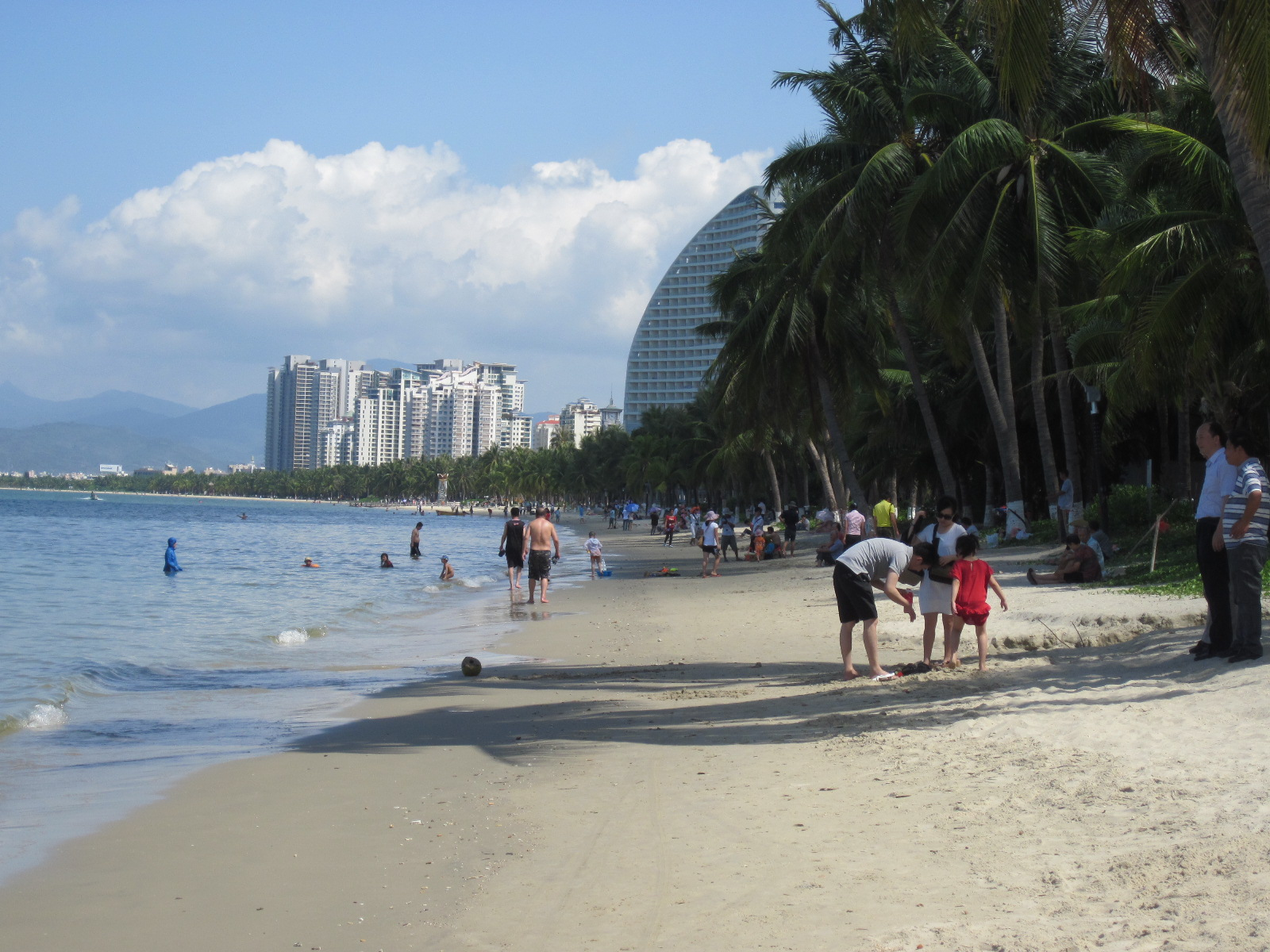
三亜湾
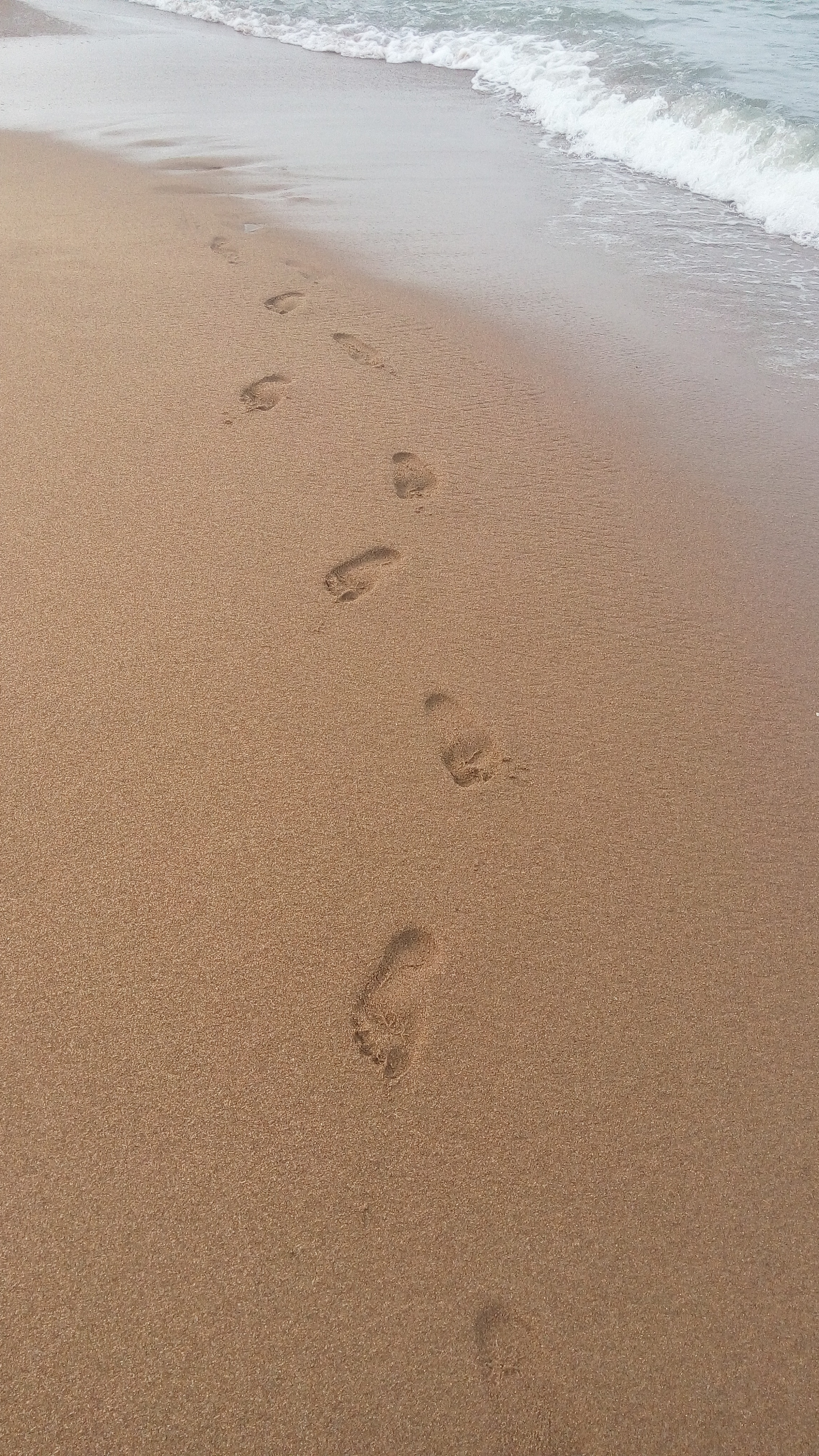
三亜湾